# Multiplication
Cet article concerne l'opération arithmétique. Pour les autres significations, voir Multiplication (homonymie).

La multiplication de 4 par 3 donne le même résultat que la multiplication de 3 par 4.

La multiplication est l'une des quatre opérations de l'arithmétique élémentaire avec l'addition, la soustraction et la division. Selon la norme NF EN ISO 80000-2,, la multiplication de deux nombres {\displaystyle a} et {\displaystyle b} se dit indifféremment en français « {\displaystyle a} multiplié par {\displaystyle b} » ou « {\displaystyle a} fois {\displaystyle b} » ; cette opération peut être notée {\displaystyle a\times b}, {\displaystyle a\cdot b}, {\displaystyle a\ b} ou {\displaystyle ab}. Son résultat s'appelle le produit, les nombres que l'on multiplie sont les facteurs. 
La multiplication de deux nombres entiers peut être vue comme une addition répétée plusieurs fois. Par exemple, « 3 fois 4 » peut se voir comme la somme de trois nombres 4 ; « 4 fois 3 » peut se voir comme la somme de quatre nombres 3 :
{\displaystyle 4\times 3=3+3+3+3},
{\displaystyle 3\times 4=4+4+4},
avec :
{\displaystyle 3\times 4=4\times 3=12}.
La multiplication permet de compter des éléments rangés dans un rectangle ou de calculer l'aire d'un rectangle dont on connaît la longueur et la largeur. Elle permet aussi de déterminer un prix d'achat connaissant le prix unitaire et la quantité achetée.
La multiplication se généralise à d'autres ensembles que les nombres classiques (entiers, relatifs, réels). Par exemple, on peut multiplier des complexes entre eux, des fonctions, des matrices et même des vecteurs par des nombres.

## Notations
Selon la norme NF EN ISO 80000-2,, la multiplication de deux nombres {\displaystyle a} et {\displaystyle b} se dit indifféremment en français « {\displaystyle a} multiplié par {\displaystyle b} » ou « {\displaystyle a} fois {\displaystyle b} » ; cette opération peut être notée
- avec la croix de multiplication « × » : {\displaystyle a\times b} ;
- avec le point médian « · » :  {\displaystyle a\cdot b} ;
- mais le signe peut être omis s'il n'y a aucune ambiguïté : {\displaystyle a\ b} ou {\displaystyle ab}.

En arithmétique, la multiplication est souvent écrite à l'aide du signe "×" entre les termes, c'est-à-dire en notation infixée. Par exemple,
{\displaystyle 2\times 3=6} (oralement, « trois fois deux égale six » ou « trois multiplié par 2 égale 6 »)
{\displaystyle 3\times 4=12}
{\displaystyle 2\times 3\times 5=6\times 5=30}
{\displaystyle 2\times 2\times 2\times 2\times 2=32}
L'introduction de ce signe est attribuée à William Oughtred[Quand ?]. Ce symbole est codé en Unicode par U+00D7 × multiplication sign (HTML : &#215; &times;). En mode mathématique dans LaTeX, il s'écrit \times.
Il y a d'autres notations mathématiques pour la multiplication :
- la multiplication est aussi notée par un point, en hauteur médiane ou basse : 5 ⋅ 2 ou 5 . 3 ;
- en algèbre, une multiplication impliquant des variables est souvent écrite par une simple juxtaposition (par exemple xy pour « x fois y » ou 5x pour « cinq fois x »), aussi appelée multiplication implicite. Cette notation peut aussi être utilisée pour des quantités qui sont entourées de parenthèses (e.g., 5(2) ou (5)(2) pour cinq fois deux). Cet usage implicite de la multiplication peut créer des ambiguïtés quand la concaténation des variables correspond au nom d'une autre variable, ou quand le nom de la variable devant la parenthèse peut être confondu avec le nom d'une fonction, ou pour la détermination de l'ordre des opérations.
- en multiplication vectorielle, le symboles croix et point ont des sens différents. Le symbole croix représente le produit vectoriel de deux vecteurs de dimension 3, fournissant un vecteur comme résultat, alors que le symbole point représente le produit scalaire de deux vecteurs de même dimension (éventuellement infinie), fournissant un scalaire ;
- en programmation informatique, l'astérisque (comme dans 5*2) est la notation la plus courante. Cela est dû au fait qu'historiquement les ordinateurs étaient limités à un petit jeu de caractères (comme ASCII ou EBCDIC) n'ayant pas de symbole comme ⋅ ou ×, alors que l'astérisque se trouve sur tous les claviers. Cet usage trouve ses origines dans le langage de programmation FORTRAN.

## Multiplication dans les ensembles de nombres

### Multiplication dans les entiers
Multiplier un entier par un autre, c'est ajouter cet entier à lui-même plusieurs fois. Ainsi multiplier 6 par 4, c'est calculer 6 + 6 + 6 + 6, et le résultat de 6 × 4 se dit « six multiplié par quatre », ce qui revient à dire « quatre fois six ». On appelle le produit de 6 par 4 le résultat de cette opération. Dans cette multiplication, 6 est appelé le multiplicande, car c'est lui qui est répété, et 4 est appelé le multiplicateur, car il indique combien de fois 6 est répété.
Cependant, puisque la multiplication d'entiers est commutative, à savoir ici 6 multiplié par 4 (6 + 6 + 6 + 6) est égal à 4 multiplié par 6 (4 + 4 + 4 + 4 + 4 + 4), cette distinction est peu nécessaire, et les deux nombres sont appelés facteurs du produit, qui peut être noté indifféremment 6 × 4 ou 4 × 6. De même, 6 × 4 (ou 4 × 6) peut se lire indifféremment « quatre fois six » (comme expliqué ci-dessus) ou « six fois quatre ». L'ordre usuel du multiplicande et du multiplicateur dépend du pays sans que cela ait une incidence sur la notation.
Dans les livres scolaires d'arithmétique des deux derniers siècles, on lisait plutôt « multiplié par » à l'origine. « Fois » était ressenti comme moins précis (comme « et » pour l'addition).[réf. nécessaire]
Il n'est pas efficace, à long terme, de voir la multiplication comme une addition répétée. Il est donc nécessaire d'apprendre le résultat de la multiplication de tous les entiers de 1 à 9. C'est l'objet de la table de multiplication.
La multiplication dans les entiers vérifie les propriétés suivantes :
- on peut changer l'ordre des facteurs sans changer le résultat final : a × b = b × a. On dit que la multiplication est commutative ;
- quand on doit multiplier trois nombres entre eux, on peut, au choix, multiplier les deux premiers et multiplier le résultat obtenu par le troisième facteur ou bien multiplier entre eux les deux derniers puis multiplier le résultat par le premier nombre : (a × b) × c = a × (b × c). On dit que la multiplication est associative ;
- quand on doit multiplier une somme (ou une différence) par un nombre, on peut, au choix, calculer d'abord la somme et multiplier le résultat par le nombre ou bien, multiplier d'abord chaque terme de la somme par ce nombre et ensuite effectuer la somme : (a + b) × c = (a × c) + (b × c). On dit que la multiplication est distributive pour l'addition car on a distribué c aux deux termes de la somme.

Les parenthèses indiquent l'ordre dans lequel les opérations doivent être effectuées. En pratique, pour éviter de traîner trop de parenthèses, on utilise, par convention, la règle de priorité suivante : les multiplications s'effectuent toujours avant les additions. Ainsi, dans l'écriture 4 + 5 × 2, il faut lire 4 + (5 × 2), c'est-à-dire 4 + 10 = 14 et non (4 + 5) × 2 qui aurait valu 18.
{\displaystyle 4+5\times 2=4+(5\times 2)=4+10=14,}
{\displaystyle (4+5)\times 2=9\times 2=18\neq 4+5\times 2.}
Cette règle s'appelle une priorité opératoire.
La dernière propriété a trait aux comparaisons. Si deux nombres sont rangés dans un certain ordre et qu'on les multiplie par le même nombre strictement positif, les résultats seront rangés dans le même ordre. Si a < b alors a × c < b × c. On dit que la multiplication par des entiers positifs est compatible avec l'ordre.
Le symbole utilisé pour la multiplication est la croix × (a × b) mais on trouve aussi, dans des calculs avec des lettres le point {\displaystyle \cdot } (a {\displaystyle \cdot } b) ou même rien (ab) s'il n'y a pas d'ambiguïté possible.
Il existe deux opérations un peu particulières :
- la multiplication par 1 qui ne change pas le facteur : 1 × a = a × 1 = a. On dit que 1 est un élément neutre pour la multiplication ;
- la multiplication par 0 qui donne toujours 0 : 0 × a = a × 0 = 0. on dit que 0 est un élément absorbant pour la multiplication.

### Multiplication dans les décimaux
Pour multiplier entre eux des nombres décimaux, on utilise le fait que les produits peuvent être effectués dans n'importe quel ordre. Si l'on cherche à multiplier, par exemple, 43,1 par 1,215, on effectue les remarques suivantes
{\displaystyle {\begin{aligned}43,1\times 1,215&=\left(431\times {\frac {1}{10}}\right)\times \left(1\;215\times {\frac {1}{1\;000}}\right)\\&=(431\times 1\;215)\times \left({\frac {1}{10}}\times {\frac {1}{1\;000}}\right)\\&=(431\times 1\;215)\times {\frac {1}{10\;000}}.\end{aligned}}}
De là naît la règle : pour multiplier entre eux deux décimaux, on compte le nombre de chiffres situés après la virgule dans les deux nombres et on en fait la somme. On effectue ensuite le produit, sans tenir compte de la virgule. Enfin, on place la virgule dans le résultat final en laissant à droite autant de chiffres que la somme que l'on a obtenue précédemment.
3,15 × 1,2 = ? (on compte 3 chiffres après la virgule, 2 dans le premier nombre et 1 dans le second nombre)
315 × 12 = 630 × 6 = 3 780
3,15 × 1,2= 3,780 = 3,78.
Cette règle fonctionne car le calcul « sans tenir compte de la virgule » revient à multiplier 3,15 par 100, pour obtenir 315 et multiplier 1,2 par 10 pour obtenir 12. Ces multiplications doivent être compensées à la fin du calcul par la multiplication inverse, donc une division, par 100 et par 10 : 3 780 devient alors 378 puis 3,78, donnant le résultat de l’opération demandée.

### Multiplication avec des nombres négatifs

Illustration de la multiplication dans les nombres négatifs. Dans la zone bleue, le produit est positif, dans la zone rouge le produit est négatif

Illustration de la multiplication de nombres relatifs sur la droite numérique. Une multiplication par un nombre négatif peut être vue comme un changement de sens du vecteur de norme égale à la valeur absolue du produit des facteurs.

On peut voir le produit 4 fois (–6) comme la somme de (–6) répété 4 fois soit (–6) + (–6) + (–6) + (–6) = –24.
On peut aussi voir le produit (–4) fois (6) comme un nombre 6 que l'on ôte 4 fois. Ainsi, faire le produit de (–4) fois 6 c'est ôter 24, que l'on écrit (–4) × 6 = –24.
Enfin, on peut voir le produit (–4) fois (–6) comme le nombre (–6) que l'on enlève 4 fois, il s'agit donc d'enlever –24. Enlever –24 consiste à ajouter 24 donc (–4) × (–6) = 24.
Ces exemples expliquent la règle concernant les nombres ayant un signe. Pour effectuer le produit de deux nombres signés, on effectue le produit de leurs valeurs absolues et on affecte au résultat le signe – si les signes des deux facteurs sont différents, et le signe plus (+) si les deux facteurs ont même signe.
Ces règles se résument ainsi
moins par moins égale plus
moins par plus égale moins
plus par moins égale moins
plus par plus égale plus
La multiplication dans les entiers relatifs possède les mêmes propriétés que la multiplication dans les entiers naturels (elle est commutative, associative, distributive pour l'addition) à une exception près : elle ne conserve pas toujours l'ordre : si deux nombres sont rangés dans un certain ordre et si on les multiplie par un entier strictement positif, l'ordre est conservé
–2 < 3 et (–2) × 4 < 3 × 4
mais si on le multiplie par un nombre strictement négatif, l'ordre est inversé
(–2) < 3 et (–2) × (–4) > 3 × (–4).

### Multiplication dans les fractions
Multiplier entre elles deux fractions, c'est multiplier entre eux les numérateurs et les dénominateurs :
{\displaystyle {\frac {a}{b}}\times {\frac {c}{d}}={\frac {a\times c}{b\times d}}.}
Dans l'ensemble ℚ des nombres rationnels, la multiplication conserve les propriétés déjà énoncées avec la même difficulté concernant l'ordre et la multiplication par un nombre négatif.

### Multiplication dans les réels
C'est une généralisation de la multiplication précédente. Elle conserve les mêmes propriétés.

### Inverse
L'inverse d'un nombre pour la multiplication est le nombre par lequel il faut le multiplier pour obtenir 1.
Par exemple :
- l'inverse de 10 est 0,1 car 10 × 0,1 = 1 ;
- l'inverse de 2 est 0,5 car 2 × 0,5 = 1 ;
- l'inverse de 3⁄4 est 4⁄3 car 3⁄4 × 4⁄3 = 12⁄12 = 1.

L'inverse du nombre a est noté 1⁄a ou encore a−1.
Ainsi :
- l'inverse de π est noté 1⁄π ;
- l'inverse de 2 est noté 1⁄2 = 0,5.

Selon les ensembles de nombres, on ne trouve pas toujours un inverse dans l'ensemble :
- dans l'ensemble des entiers, seuls 1 et –1 possèdent des inverses ;
- quel que soit l'ensemble de nombres vérifiant 0 ≠ 1, 0 ne possède pas d'inverse car 0 multiplié par a donne toujours 0 et jamais 1 ;
- dans l'ensemble des rationnels et dans l'ensemble des réels, tous les nombres, sauf 0, possèdent un inverse.

La quatrième opération des mathématiques élémentaires, la division peut alors être vue comme une multiplication par l'inverse.

### Multiple
On dit qu'un nombre a est multiple d'un nombre b s'il est le résultat de la multiplication de b par un entier (naturel ou relatif)
a est multiple de b si et seulement s'il existe un entier relatif k tel que a = k × b
Lorsque a et b sont des entiers, on dit aussi que a est divisible par b.

### Notion de corps ordonné
Dans l'ensemble des nombres rationnels, et dans l'ensemble des nombres réels, on retrouve les propriétés suivantes pour la multiplication :
| Associativité     | Pour tous a, b, c, a ×(b × c) = (a × b) ×c             |
| Commutativité     | Pour tous a et b, a × b = b × a                        |
| Élément neutre    | Pour tout a, a × 1 = 1 × a = a                         |
| Inverse           | Pour tout a non nul, il existe a−1 tel que a × a−1 =1  |
| Distributivité    | Pour tous a, b, et c, (a + b) × c = (a × c) + (b × c)  |
| Élément absorbant | pour tout a, a × 0 = 0 × a = 0                         |
| Ordre             | Pour tout a > 0 et tous b et c, si b < c alors ab < ac |

Ces propriétés associées à celles que possède l'addition sur ces ensembles font de ℝ et ℚ, munis de l'addition et de la multiplication, des ensembles spéciaux appelés des corps ordonnés.

## Techniques de multiplication

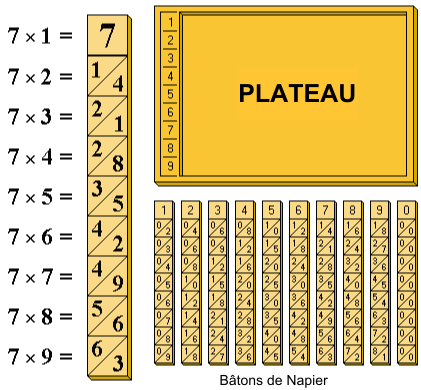
Bâtons de Napier

Excepté la multiplication égyptienne et sa variante russe qui utilisent un principe binaire, les techniques de multiplication qui se sont développées au cours des siècles, utilisent le système décimal et nécessitent pour la plupart de connaitre la table de multiplication des nombres de 1 à 9 ainsi que le principe de distributivité. Ainsi pour multiplier 43 par 25, on écrit que 43 × 25 = 43 × (2 dizaines + 5 unités). Ensuite, on distribue les différents termes
43 × 25 = 43 × 2 dizaines + 43 × 5 unités.
43 × 25 = (4 × 2 centaines + 3 × 2 dizaines) + (4 × 5 dizaines + 3 × 5 unités) = 8 centaines + 6 dizaines + 20 dizaines + 15 unités = 1 075.
Les différentes méthodes consistent à présenter ce calcul de manière pratique. On trouve ainsi la méthode chinoise qui commence par les poids forts, c'est-à-dire la multiplication des chiffres les plus à gauche. Cette méthode est celle utilisée dans la multiplication avec boulier. Mais d'autres méthodes sont possibles comme celle couramment utilisée dans les écoles consistant à « poser la multiplication » en multipliant 43 d'abord par 5 puis par 2 dizaines et faire la somme.
D'autres techniques utilisant ce même principe ont été développées comme la multiplication par glissement utilisée au IXe siècle par Al-Khawarizmi ou la multiplication par jalousies utilisée au Moyen Âge en Europe. Cette dernière a donné lieu à la fabrication de bâtons automatisant le calcul : les bâtons de Napier.

8 × 7 = 56 car il y a 5 doigts dressés (5 dizaines) et 2 et 3 doigts pliés (2 × 3 unités)

Ces techniques nécessitent pour la plupart la connaissance des tables de multiplication. Elles furent utilisées très tôt. On en trouve trace par exemple à Nippur en Mésopotamie 2 000 ans av. J.-C. sur des tablettes réservées à l'entraînement des apprentis scribes.
La mémorisation des tables pour des nombres compris entre 6 et 9 se révèle parfois difficile. Georges Ifrah signale un moyen simple de multiplier avec les doigts des nombres compris entre 6 et 9. Sur chaque main, on dresse autant de doigts que d'unités dépassant 5 pour chacun des nombres concernés. Ainsi pour multiplier 8 par 7 on dresse 3 doigts de la main gauche et deux doigts de la main droite. La somme des doigts dressés donne le nombre de dizaines et le produit des doigts repliés donne le nombre d'unités à ajouter. Ainsi, dans l'exemple, il y a 5 doigts dressés donc 5 dizaines. Il y a 2 doigts pliés dans une main et 3 doigts pliés dans l'autre ce qui donne 2 × 3 = 6 unités soit 7 × 8 = 56.
L'explication mathématique fait appel encore une fois à la distributivité : si on appelle x et y le nombre de doigts repliés, les nombres de doigts dressés sont a = 5 – x et b = 5 – y et l'on effectue la multiplication de 10 – x par 10 – y :
(10 – x)(10 – y) = 10(10 – x) – (10 – x) y = 10(10 – x ) – 10y + xy = 10 (10 – x – y) + xy = 10(a + b) + xy.
Une technique analogue existe pour multiplier entre eux des nombres compris entre 11 et 15. On ne se sert alors que des doigts dressés. Le nombre de doigts dressés donne le nombre de dizaines à ajouter à 100, et le produit des doigts dressés donne le nombre d'unités à ajouter.

## Notations
Dans les tablettes babyloniennes, il existe un idéogramme pour représenter la multiplication A – DU.
Dans les éléments d'Euclide, la multiplication est vue comme le calcul d'une aire. Ainsi, pour représenter le produit de deux nombres, on parle d'un rectangle ABCD, dans lequel les côtés AB et AD représentent les deux nombres. Le produit des deux nombres est alors appelé le rectangle BD (sous-entendu l'aire du rectangle de côtés AB et AD).
Diophante, lui, n'utilise pas de symbole spécial pour la multiplication, plaçant les nombres côte à côte. On retrouve cette même absence de signe dans les mathématiques indiennes, les nombres sont souvent placés côte à côte, parfois séparés par un point ou parfois suivis de l'abréviation bha (pour bhavita, le produit).
En Europe, avant que le langage symbolique ne soit définitivement admis, les opérations s'exprimaient en phrases écrites en latin. Ainsi 3 fois 5 s'écrivait-il 3 in 5.
Au XVIe siècle, on voit apparaître le symbole M utilisé par Stifel et Stevin. La croix de St André × est utilisée pour désigner une multiplication par Oughtred en 1631 (Clavis mathematicae). Mais on trouve à cette époque d'autres notations, par exemple une virgule précédée d'un rectangle chez Hérigone, « 5 × 3 » s'écrivant « ☐ 5 , 3 : ». Johann Rahn lui utilise le symbole * en 1659. Le point est utilisé par Gottfried Wilhelm Leibniz qui trouve la croix trop proche de la lettre x. À la fin du XVIIe siècle, il n'existe toujours pas de signe établi pour la multiplication, Dans une lettre à Hermann, Leibniz précise que la multiplication n'a pas besoin de s'exprimer seulement par des croix mais que l'on peut utiliser aussi des virgules, des points ou des espaces.
Ce n'est qu'au cours du XVIIIe siècle que se généralise l'usage du point pour la multiplication dans le langage symbolique.

## Multiplications de plusieurs facteurs entre eux
Puisque la multiplication est associative, il est inutile de définir une priorité sur les multiplications à effectuer. Il reste cependant à définir comment écrire le produit d'un nombre indéterminé de facteurs.
{\displaystyle \underbrace {a\times \cdots \times a} _{n}}
signifie que l'on a multiplié n fois le facteur a par lui-même. le résultat est noté an et se lit « a à la puissance n ».
{\displaystyle 1\times 2\times \cdots \times n}
signifie que l'on a fait le produit de tous les entiers de 1 à n, le résultat est noté n! et se lit « factorielle n ».
Si {\displaystyle (x_{i})} est une suite de nombres, {\displaystyle x_{1}\times x_{2}\times \cdots \times x_{n}}
signifie que l'on a fait le produit de ces n facteurs entre eux. Ce produit est aussi noté
{\displaystyle \prod _{k=1}^{n}x_{k}.}
Si l'expression a un sens, la limite du produit précédent quand n tend vers l'infini est appelée produit infini et se note
{\displaystyle \prod _{k=1}^{+\infty }x_{k}.}